# (4314) Dervan
(4314) Dervan ist ein Asteroid des Hauptgürtels, der am 25. Juni 1979 von den US-amerikanischen Astronomen Eleanor Helin und Schelte John Bus am Siding-Spring-Observatorium (IAU Code 413) in Coonabarabran, Australien entdeckt wurde.
Benannt wurde der Asteroid nach dem US-amerikanischen Chemiker Peter Dervan (* 1945), der seit 1973 als Professor (Bren Professor of Chemistry) am California Institute of Technology lehrt und forscht.